# Franciszek Szczygieł
Franciszek Szczygieł (ur. 22 stycznia 1888 w Busku, zm. 10 czerwca 1938) – polski inżynier, urzędnik.

## Życiorys
Ukończył szkołę powszechną w rodzinnym Busku, następnie szkołę realną we Lwowie. Zdał maturę w 1909. Został absolwentem Wydziału Inżynierii Lądowo-Wodnej Politechniki Lwowskiej w 1914 uzyskując tytuł inżyniera. Został zatrudniony w Wydziale Krajowym przy budowie dróg i mostów. Podczas I wojny światowej 1916 został powołany do c. i k. armii i do 1918 służył w Albanii jako oficer techniczny przy budowie fortyfikacji. U kresu wojny w listopadzie 1918 brał udział w obronie Lwowa w ramach wojny polsko-ukraińskiej.
W niepodległej II Rzeczypospolitej od 1920 był kierownikiem zarządu krajowego powiatu brzezińskiego, a od 1922 na tym samym stanowisku w Krzemieńcu. Został mianowany radcą budownictwa. Później pracował jako kierownik oddziału drogowego w Wilnie, dyrektor robót publicznych w Urzędzie Wojewódzkim w Łodzi. Później pełnił stanowisko naczelnika Wydziału Komunikacyjno-Budowlanego Urzędu Wojewódzkiego we Lwowie.
Należał do Towarzystwa Politechnicznego we Lwowie, Związku Inżynierów Budownictwa. Został wybrany członkiem honorowym oddziału łódzkiego Związku Stowarzyszeń Właścicieli Przedsiębiorstw Samochodowych R. P.
Zmarł 10 czerwca 1938 śmiercią tragiczną. Został pochowany 13 czerwca 1938 na Cmentarzu Łyczakowskim we Lwowie.

## Ordery i odznaczenia
- Krzyż Kawalerski Orderu Odrodzenia Polski (9 listopada 1931)[2]
- Medal Pamiątkowy za Wojnę 1918–1921
- Medal Dziesięciolecia Odzyskanej Niepodległości
- Brązowy Medal za Długoletnią Służbę
- Odznaka Honorowa „Orlęta”